# Горшкова, Анна Андреевна
Анна Андре́евна Горшко́ва (род. 28 ноября 1983, Москва) — российская актриса кино и телевидения, фотомодель.
Наиболее известна по ролям Полины Пеньковой в телесериале «Бедная Настя» и Веры Кларк в морской мелодраме Станислава Говорухина «Пассажирка».

## Биография
Родилась 28 ноября 1983 года в Москве. Отец, Андрей Владимирович, работал в КГБ, мать, Татьяна Ивановна, окончила Московский институт народного хозяйства имени Г. В. Плеханова, но после рождения Анны посвятила себя воспитанию дочери. Родители развелись, когда Горшковой было четыре года. Отец уехал в США, а дочь осталась с матерью в Москве. Активное участие в воспитании внучки принимал её дедушка  — генерал-лейтенант Владимир Горшков, начальник 15-го Главного управления КГБ СССР.
С 16 лет Горшкова работает моделью в модельных агентствах Москвы. В 2001 году поступила в Государственный университет управления на факультет социологии и управления персоналом. В 2003 году окончила Школу актёрского мастерства компании «Амедиа». Снималась в сериалах «Бедная Настя», «Две судьбы», «Дом с лилиями» и других.

## Личная жизнь
В 2007—2009 годах была замужем за бизнесменом и миллиардером, генеральным директором ОАО «Центргаз» Михаилом Борщёвым.

## Фильмография
| Год       |   | Название                          | Роль                                                                               |
| --------- | - | --------------------------------- | ---------------------------------------------------------------------------------- |
| 2003—2004 | с | Бедная Настя                      | Полина Пенькова, крепостная актриса                                                |
| 2004      | ф | Всадник по имени Смерть           | Рогозникова                                                                        |
| 2004      | с | Холостяки                         | Таисия, возлюбленная Гоши Кикидиса                                                 |
| 2005      | с | Дорогая Маша Березина             | Ольга Смирнова, близкая подруга Маши Березиной                                     |
| 2005      | с | Две судьбы. Голубая кровь         | Дарья Волошина (Юсупова), дочь Василия и Анны Волошиных, жена Петра Юсупова        |
| 2005      | с | Две судьбы. Золотая клетка        | Дарья Волошина (Юсупова), дочь Василия и Анны Волошиных, жена Петра Юсупова        |
| 2005      | ф | Теневой партнёр                   | стюардесса (нет в титрах)                                                          |
| 2006      | с | Провинциальные страсти            | Алёна Соколова, журналист                                                          |
| 2006      | с | Билет в гарем                     | Мария                                                                              |
| 2006—2007 | с | Моя Пречистенка                   | Сима, подруга Любы                                                                 |
| 2008      | с | Тяжёлый песок                     | Зинаида Горобец, дочь мадам Горобец                                                |
| 2008      | ф | Спартакиада. Локальное потепление | Анна Андреевна                                                                     |
| 2008      | с | Две судьбы. Новая жизнь           | Дарья Волошина (Юсупова), дочь Василия и Анны Волошиных, жена Петра Юсупова        |
| 2008      | ф | Пассажирка                        | Вера Сергеевна Кларк, молодая вдова, пассажирка                                    |
| 2009      | ф | Днепровский рубеж                 | Анна, военная медсестра                                                            |
| 2009      | ф | Мой                               | Ольга                                                                              |
| 2009      | с | На всех широтах…                  | Виктория Павловна Панежина, певица                                                 |
| 2010      | с | Дом образцового содержания        | Юлия Стукалина                                                                     |
| 2010      | ф | Моя любовь                        | Алина Чижевская                                                                    |
| 2010      | ф | От сердца к сердцу                | Юля, подруга Дианы                                                                 |
| 2011      | с | Пока Шива танцует                 | Серафима Бубнова                                                                   |
| 2011      | с | Дело гастронома № 1               | Людмила Захарова, секретарь директора гастронома № 1 Георгия Петровича Беркутова   |
| 2011      | ф | Зарево                            | Надежда Балунова, журналист, телеведущая                                           |
| 2012      | ф | Алиби-надежда, алиби-любовь       | Алиса, жена Саши Мельникова                                                        |
| 2012      | ф | Жена Штирлица                     | Валентина                                                                          |
| 2012      | с | Золотая страна                    | Валерия Алексеева                                                                  |
| 2012      | ф | Мамочка моя                       | Елена                                                                              |
| 2012      | ф | Повезёт в любви                   | Алиса                                                                              |
| 2013      | ф | Спасти или уничтожить             | Катя Миронова                                                                      |
| 2014      | с | Дом с лилиями                     | Лилия, дочь Михаила Ивановича Говорова                                             |
| 2016      | ф | Любовь без правил                 | Ирина                                                                              |
| 2016      | с | Такая работа                      | Ольга Александрова, майор полиции, начальник пресс-службы ГУВД по Санкт-Петербургу |
| 2018      | ф | На Париж                          | Валентина, военный лётчик, невеста гвардии капитана Леонида Елисеева               |
| 2023      | с | Эффект домино                     | Татьяна                                                                            |